# SN 1960O
SN 1960O – supernowa odkryta 10 listopada 1960 roku w galaktyce MCG +05-55-40. W momencie odkrycia miała maksymalną jasność 18,50m.